# Margrethe von der Lühe

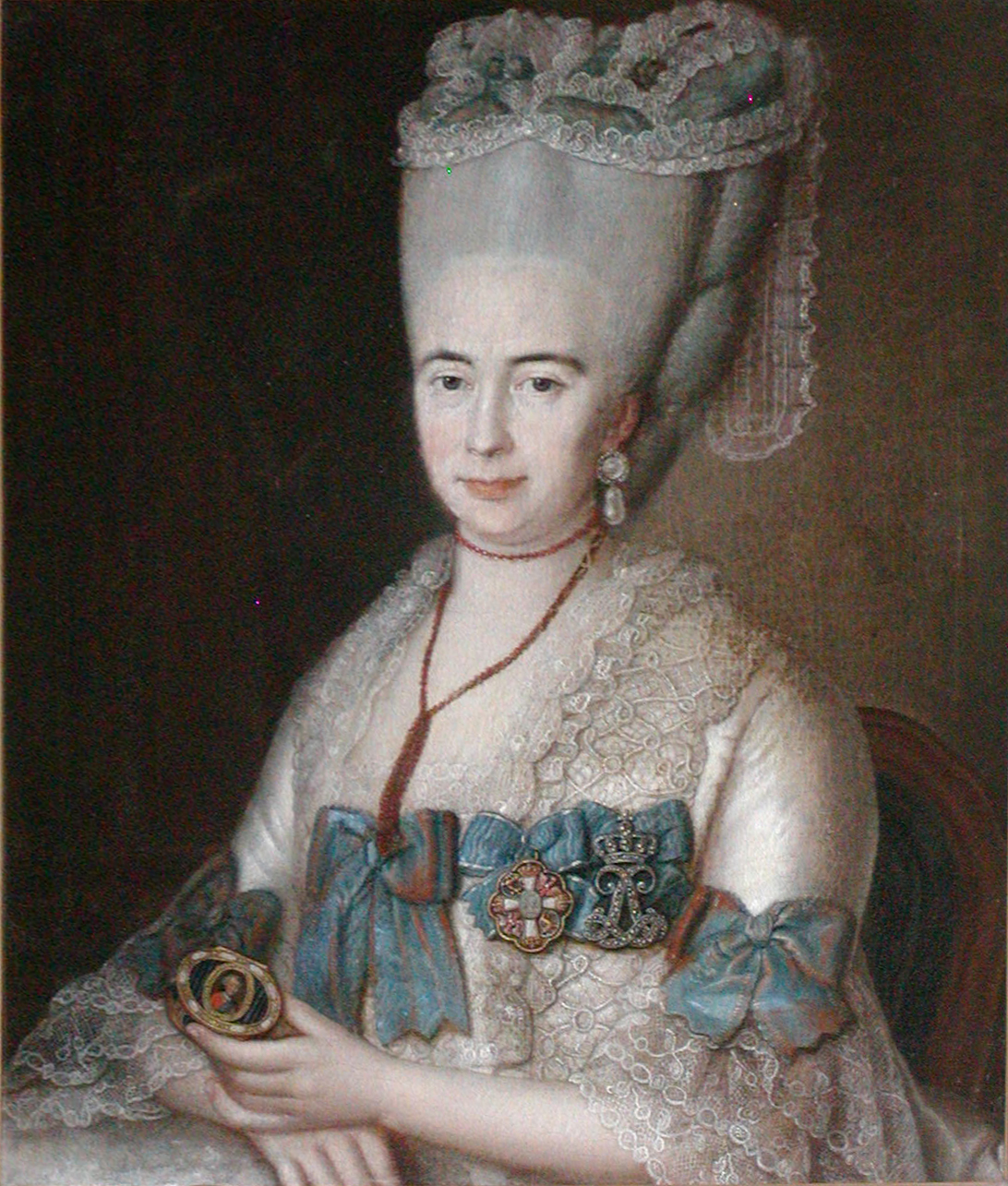
Margrethe Holck.

Margrethe von der Lühe (senare Numsen), född Holck 16 februari 1741 på Orebygård, död 1 oktober 1826 i Köpenhamn, var en dansk hovdam. 
Hon var dotter till greve Christian Christopher Holck och Ermegaard Sophie von Winterfeldt och syster till Conrad Holck, en gunstling till kung Kristian VII av Danmark; hon gifte sig 1767 med baron Volrad August von der Lühe. Margrethe von der Lühe blev hovdam till Louise av Danmark 1766, och 1768 hovmästarinna hos Danmarks drottning Caroline Mathilde. Hon efterträdde då Anne Sofie von Berckentin, som initialt hade ersatt Louise von Plessen, men som Caroline Mathilde hade vägrat att acceptera och som därför inte kunde tjänstgöra. 
Hon avskedades 1770, och fick 1772 samma ställning hos änkedrottning Juliana Maria. Hon var som sådan 1781 troligen ansvarig för anställningen av Niels Ditlev Riegels, som medverkade i kuppen mot Juliana Maria 1784; Riegels tillägnade henne en skrift. Margrethe von der Lühe gifte sig med Christian Frederik Numsen 1784 och lämnade då hovet.